# Каса-Росса-Пиккола

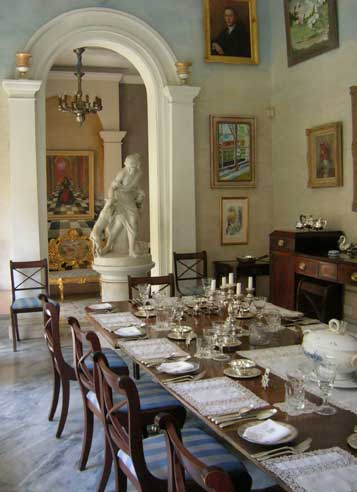
Каса-Росса-Пиккола

Каса Росса Пиккола (итал. Casa Rocca Piccola) — один из последних не перестроенных дворцов на Мальте, в котором до сих пор проживает одна из местных аристократических семей. Дворец находится в Валлетте.
История Каса Росса Пиккола насчитывает более 400 лет и начинается во времена владычества на острове рыцарей мальтийского ордена. В 1565 году, после выдающейся победы госпитальеров над турками, орденом было решено создать на острове новый укреплённый город, который своим богатством и красотой мог бы соперничать с такими европейскими городами как Париж и Венеция. Было разработано много проектов величественных дворцов, которые бы подчёркивали эстетическую красоту новой столицы Валлетты, среди которых был и Каса Росса Пиккола.
Сразу после постройки дворец стал сдаваться в аренду. Среди его обитателей были:
- Монсеньор Фра Гаспаре Гори Манчини из Сиены — епископ Мальты с 1722 по 1728 годы во время правления великого магистра де Вильена. Похоронен в соборе Святого Иоанна.
- Джио Франческо, Второй Граф Сент.
- Франческо Сент Кассия, Шестой Граф Сент — руководитель мальтийской милиции, а также один из первых жителей острова, владевший частным автомобилем.
- Комендант Антонио Кассар-Торреджиани (OBE) — основатель Национального банка Мальты.

В Каса Росса Пиккола в настоящее время проживает семейство де Пиро, старейшее и знатное на острове.